# Lluís Josep de Borbó-Condé

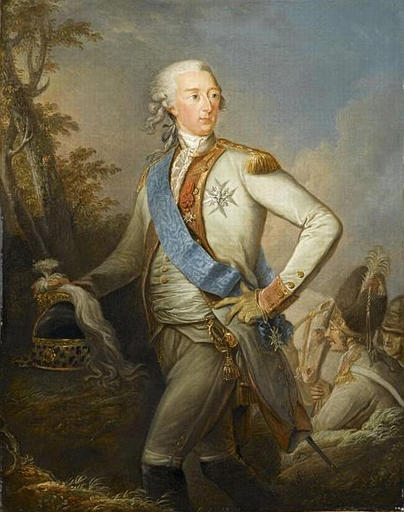
Imatge de Lluís Josep de Borbó-Condé.

Lluís Josep de Borbó-Condé (París, 9 d'agost de 1740 - Chantilly 1818) fou el vuitè príncep de Condé amb el nom de Lluís V des de 1740 fins a la seva mort; els Prínceps de Condé tenien la consideració de prínceps de sang del Regne de França.

## Família
Nascut el dia 1736 a París fou l'únic fill del príncep Lluís Enric I de Borbó-Condé i de la princesa Carolina de Hessen-Rheinfels-Rotenburg (1714-1741).
El dia 3 de maig de 1753 es casà a Versalles amb la princesa Carlota de Rohan-Soubise, filla del príncep de Soubise i duc de Rohan-Rohan, amic de Lluís XV de França. La parella tingué tres fills:
- Lluís Enric de Borbó-Condé (París 1756-1830), que es casà amb la princesa Bathilde d'Orleans.
- Maria de Borbó-Condé (París 1756-1759).
- Lluïsa Adelaida de Borbó-Condé, nada a París el 1757 i morta el 1824. Abadessa de Remiremont i del Temple.

## Abans de la Revolució
A la mort del seu pare, l'any 1740, el príncep Lluís Josep esdevingué gran mestre de França. Nomenat lloctinent general l'any 1758, participà en la Guerra dels Set Anys on obtingué victòries com a les Batalla de Grüningen i Batalla de Johannisberg. A més a més, esdevingué administrador general de la Borgonya. El 1780 fou nomenat coronel general d'infanteria per Lluís XVI.
L'any 1764 procedí a l'engrandiment del Palau Borbó de París alhora que abandonà l'Hotel Condé de la ciutat per construir-hi el Teatre de l'Odeon. També portà a terme diverses obres al Castell de Chantilly.

## Durant la Revolució
Durant la Revolució Francesa, malgrat que fou considerat un liberal, s'oposà a duplicar el nombre dels diputats del Tercer Estat als Estats Generals. Poc després de la presa de la Bastilla, el príncep de Condé marxà de França, juntament amb el seu fill i el seu nét, i s'establí primer als Països Baixos i després a Torí. A Worms, a la vora del Rin, Lluís Josep va organitzar-hi un exèrcit al mateix temps que el comte de Provença i el comte d'Artois, germans del rei, instal·laven el seu quarter general a Coblença, a on el 1791 es va traslladar el Príncep de Condé, qui va organitzar-hi un exèrcit contrarevolucionari d'emigrats format, entre d'altres pel duc d'Angulema i el duc de Berry, fills del comte d'Artois com també per joves aristòcrates com ara el duc de Richelieu, el Duc de Blacas o Chateaubriand, bastants dels quals arribaren a tenir un paper destacat durant el règim de la Restauració.
En principi, l'Exèrcit de Condé va lluitar aliat amb Àustria; tanmateix, arran de diferències estratègiques amb els austríacs, el 1795 Condé va passar a entendre's amb els britànics; el 1797, després de la signatura del Tractat de Campo Formio entre Àustria i França, que posava fi a les hostilitats entre aquests dos països, l'Exèrcit de Condé es posà al servei del tsar Pau I i fou destinat a Polònia, fins que, el 1799 tornà al Rin sota el comandament d'Alexander Suvorov. El 1800, quan Rússia deixà la coalició, l'Exèrcit de Condé es posà de nou al servei de la Gran Bretanya i lluità a Baviera.
Aquest exèrcit contrarevolucionari fou dissolt el 1801; aleshores, el príncep de Condé va establir-se a Anglaterra, on va viure-hi amb la seva segona esposa Marie-Catherine de Brignole-Sale, que s'havia separat del seu anterior marit Honorat III, príncep de Mònaco, mort el 1795, amb qui es va casar el 1798. Marie-Catherine va morir el 1813.
Després de la derrota de Napoleó, el Príncep de Condé va tornar a París on va reprendre les seves funcions de cort amb Lluís XVIII. Va morir el 1818 i el succeí el seu fill Lluís Enric